# Zyg Brunner
Pour les articles homonymes, voir Brunner.
Zygmunt Leopold Brunner (dit Zyg Brunner, Zyg-Brunner ou Zig Brunner), né le 12 novembre 1878 à Varsovie et mort le 5 avril 1961 à Paris, est un peintre, dessinateur et caricaturiste polonais, actif de 1907 à 1949.

## Biographie
Zygmunt Leopold Brunner est le fils de Henryk Brunner et Flora Landau. Il arrive en France après 1900 et expose au Salon d'automne, à partir de 1905, et au Salon des humoristes de 1911 à 1913.
Son atelier parisien se trouve 34 rue Fontaine. Il collabore à de nombreuses revues satiriques aussi bien qu'aux revues de mode, illustre des livres d'enfants et des textes érotiques. Il est l'un des peintres témoins du Montmartre de l'entre-deux-guerres.
Il réside ensuite avenue Junot.
Il meurt en 1961, à l'hôpital Bichat-Claude-Bernard, à l'âge de 82 ans. Il est enterré aux côtés de sa femme Germaine Brunner, née Lacordey, au cimetière ancien de Charenton-le-Pont (Val-de-Marne).

« Rarement l'illustration en grande série ne fut exécutée avec une conscience aussi louable et une pareille générosité de détails. »

— Francis Carco

## Œuvres

### Collaboration à des périodiques
L'Assiette au Beurre, L'Amour, Les Annales, La Baïonnette, Le Cri de Paris, Fantasio, Femina, La Flèche de Triboulet, Flirt, Frou-Frou, la Gazette du Bon Ton, L’Humorisme, Illustration des modes, L'Image, L’Intransigeant, Jean-qui-rit, Je sais tout, Le Journal, Lectures pour tous, Marianne, Le Mois gai, Paris-Journal, Paris toujours, Les Potins de Paris, Nos loisirs, Les Quat'z-Arts, Ridendo, Le Rire, Le Sourire, Tygodnik Ilustrowany, La Vie parisienne, Voilà…

### Illustration d'ouvrages
- Rip, Plus ça change, Lucien Vogel, 1922
- Andréa de Nerciat, Le Diable au corps, Alençon, 1930
- Les Frères Grimm, Les Contes de l'enfance et du foyer, Delagrave, 1931
- Thomas Mann, Altesse royale, Delagrave, 1931
- Anatole France, Abeille, Rageot, 1943
- Roland Dorgelès, Le Château des Brouillards, Les Bibliophiles de Montmartre, 1948, ouvrage tiré à 150 ex. num.